# Olios scepticus
Olios scepticus är en spindelart som beskrevs av Chamberlin 1924. Olios scepticus ingår i släktet Olios och familjen jättekrabbspindlar. Inga underarter finns listade i Catalogue of Life.